# Benna nasti
Benna nasti är en insektsart som beskrevs av Alexander Fyodorovich Emeljanov 1989. Benna nasti ingår i släktet Benna och familjen kilstritar. Inga underarter finns listade i Catalogue of Life.